# Malek Mouath
Malek Mouath Al-Hawsawi (in arabo مالك علي معاذ‎?; Gedda, 10 agosto 1981) è un ex calciatore saudita, di ruolo attaccante.

## Caratteristiche tecniche
Mouath giocava inizialmente come centrocampista offensivo ma fu trasformato in attaccante dopo il suo passaggio all'Al-Ahli.

## Carriera

### Club
Mouath nacque a Gedda nel 1981, e si trasferì a Medina quando era adolescente. Giocò prima con il club locale del Medina, quindi dal 2000 con l'Al-Ansar. L'Al-Ahli offrì 700,000 dollari a Mouath per tornare nella sua città d'origine e giocare con i gialloneri. Qui fu cambiato il ruolo di Mouath, da centrocampista ad attaccante puro. Questo passaggio fu fondamentale per la sua crescita. Fu convocato dalla Arabia Saudita per i mondiali 2006, essendo poi nominato giocatore saudita dell'anno nella stagione 2006/2007.

## Nazionale
Mouath ha raggiunto la nazionale all'inizio del 2006. Inizialmente ha indossato il numero 23; con il ritiro dell'altro attaccante saudita Sami Al-Jaber gli fu assegnato il 9. È stato convocato ai mondiali 2006.
Durante la Coppa d'Asia 2007 fu determinante per il raggiungimento della finale con la doppietta segnata in semi-finale contro il Giappone. La finale fu poi persa contro l'Iraq.